# Battaglia di Sinoia
La battaglia di Sinoia (anche chiamata battaglia di Chinhoyi) fu combattuta nelle zone vicino alla città di Sinoia (oggi Chinhoyi) tra un piccolo gruppo di guerriglieri dello ZANLA e la polizia rhodesiana il 28 aprile 1966. Questa battaglia è generalmente considerata l'inizio della guerra civile in Rhodesia (seconda Chimurenga). Un gruppo di 7 cadetti dello ZANLA attaccò la polizia britannica del sudafrica nelle zone a nord-est di Sinoia. La polizia riuscì in seguito a uccidere tutti e sette i guerriglieri.